# Daisuke Satō
Daisuke Satō (佐藤大輔?, Satō Daisuke; prefettura di Ishikawa, 3 aprile 1964 – 22 marzo 2017) è stato uno scrittore e sceneggiatore giapponese di light novel e manga e board game designer.
È conosciuto per le sue novel con storie alternative Seito, Red Sun Black Cross (il Giappone combatte contro la Germania) e per i manga da lui sceneggiati Imperial Guards e Highschool of the Dead, per il quale ha collaborato con il mangaka Shōji Satō, che si occupa dei disegni. 
Muore nel 2017 all'età di 52 anni a causa di una crisi cardiaca.

## Lavori conosciuti

### Giochi
- レッドサン ブラッククロス Red Sun Black Cross
  - リターン トゥ ヨーロッパ Return to Europa
  - エスコート フリート Escort Fleet
- ニイタカヤマノボレ Niitakayama Nobore (Climb the New High Mountain)
- ベトナム戦争 War in Vietnam

### Novel
- 逆転・太平洋戦史 Gyakuten Taiheiyou Senshi (Reversed Pacific War History)
- 信長シリーズ Nobunaga series
- 征途 Seito (Victory Road)
- Red Sun Black Cross
- 侵攻作戦パシフィック・ストーム Shinkou Sakusen Pacific Storm (Strike Operation Pacific Storm)
- 遥かなる星 Harukanaru Hoshi (Distant Star)
- 東京の優しい掟 Tokyo no Yasashii Okite (Gentle Rule of Tokyo)
- 虚栄の掟 Kyoei no Okite (Vanity Rule)
- 地球連邦の興亡 CHIKYU-RENPOU no Koubou (Rise and Fall of FEDERATION, EARTH)
- 皇国の守護者 Koukoku no Shugosha (Imperial Guards)
- 鏖殺の凶鳥 Ousatsu no Huckebein (Genocider Huckebein)
- 黙示の島 Mokushi no Shima (Apocalyptic Island)
- 平壌クーデター作戦 静かなる朝のために Pyongyang Coup d'État Sakusen - Shizukanaru Asa no Tameni (Conspiracy of Coup d'État in Pyongyang - For the Peaceful Morning)
- Ed diverse altre brevi storie

### Manga
- Nichi-Bei Kessen 2025 (日米決戦2025?) (JA-US Final Battle in 2025)

di Daisuke Tō (altro nome di Satō), Yoshifumi Kobayashi e altri
- E diversi altri libri che utilizzano il nome di Daisuke Tō
- Imperial Guards

di Daisuke Satō (sceneggiatura) e Yū Itō (disegni)
- Highschool of the Dead (学園黙示録 HIGHSCHOOL OF THE DEAD?, Gakuen Mokushiroku HIGHSCHOOL OF THE DEAD) (Apocalypse in the School - )

di Daisuke Satō (sceneggiatura) e Shōji Satō (disegni)